# Panjnad

Mapa de la conca de l'Indus

Panjnad és un riu del Panjab format per la unió de les aigües del Sutlej, Beas, Ravi, Chenab i Jhelum. S'inicia a la confluència del Sutlej amb el Chenab o Trimab a 29° 21′ N, 71° 03′ E / 29.350°N,71.050°E i agafa un curs sud-oest rebent els rius, en un curs de poc més de 70 km fins a desaiguar a l'Indus prop de Mithankot (a l'altra riba). Antigament formava la frontera de l'estat de Bahawalpur.